# Lophozia cornuta
Lophozia cornuta là một loài Rêu trong họ Jungermanniaceae. Loài này được (Steph.) S. Hatt. mô tả khoa học đầu tiên năm 1944.